# アクセル・モジャノ
アクセル・アーロン・モジャノ・ドゥランド（Axel Aarón Moyano Durand 、2001年1月3日 - ）は、ペルー・ルリガンチョ＝チョシカ出身のプロサッカー選手。プリメーラ・ディビシオン・アリアンサ・リマ所属。ポジションは、ミッドフィールダー。

## クラブ歴
2020年1月末、経験を積むためにアリアンサ・ウニベルシダにローン移籍。2月9日、ホームのFCカルロス・ステイン戦でプリメーラ・ディビシオンデビュー。90分フル出場を果たし、1-0の勝利に貢献した。